# Scalpelloniscus nieli
Scalpelloniscus nieli is een pissebed uit de familie Hemioniscidae. De wetenschappelijke naam van de soort is voor het eerst geldig gepubliceerd in 2008 door Hosie.